# Moonflower (album)
A Moonflower Carlos Santana 1977-ben megjelent dupla albuma, amely platinalemez minősítést ért el. Élőben és stúdióban felvett dalok egyaránt megtalálhatóak rajta.

## Dalok

### 1. lemez
1. Dawn/ Dawn Go Within ISWC T-700.016.919-9
2. Carnaval (Santana, Thomas Joseph Coster) T-070.238.000-4
3. Let the Children Play (Leon Patillo, Santana) T-071.000.711-6
4. Jugando (José "Chapito" Areas) T-700.033.100-2
5. I'll Be Waiting (Carlos Santana) T-070.918.974-1
6. Zulu (Santana, Thomas Joseph Coster)  T-700.084.367-6
7. Bahia (Santana, Thomas Joseph Coster) T-070.227.308-2
8. Black Magic Woman/Gypsy Queen (Peter Green, Szabó Gábor: Cigány királynő) T-919.018.418-0
9. Dance Sister Dance (Baila Mi Hermana) (Leon Chansler, Coster, David Rubinson) T-909.106.740-2
10. Europa (Earth's Cry Heaven's Smile) (Santana, Thomas Joseph Coster, Salvatore Lombardo) T-070.233.899-5

### 2. lemez
1. She's Not There (Rod Argent) ISWC T-010.433.498-6
2. Flor d'Luna (Moonflower) (Thomas Joseph Coster) T-070.234.060-0
3. Soul Sacrifice/Head, Hands & Feet (Santana, Gregg Rolie, David Brown, Marcus Malone, Graham Douglas Lear neve alatt T-070.299.616-4)
4. El Morocco (Santana, Thomas Coster)  T-070.252.322-5
5. Transcedance (Santana) T-700.073.996-0
6. Savor/Toussaint L'Overture (Santana, Gregg Rolie, David Brown, Michael Carabello, Michael Shrieve, José Areas) T-070.247.452-9

## Közreműködő előadók
- Carlos Santana – gitár, billentyűs hangszerek, háttérvokál
- Tom Coster – billenytyűs hangszerek
- Graham Lear – dobok
- Raul Rekow – ütős hangszerek
- Greg Walker – vokál
- David Margen – basszusgitár
- Pete Escovodo – ütős hangszerek
- Jose Areas – ütős hangszerek
- Pablo Tellez – basszusgitár, vokál
- Tommy Coster – billentyűs hangszerek